# Trichoderma caribbaeum
Trichoderma caribbaeum är en svampart som beskrevs av Samuels & Schroers 2006. Trichoderma caribbaeum ingår i släktet Trichoderma och familjen Hypocreaceae.   Inga underarter finns listade i Catalogue of Life.